# بیل فولکس
ویلیام آنتونی فولکس (به انگلیسی: William Anthony Foulkes) (زاده ۵ ژانویه ۱۹۳۲) مربی و بازیکن سابق فوتبال می‌باشد. وی در دهه‌های ۵۰٬۶۰ و ۷۰ در منچستر یونایتد بازی می‌کرد و جزء «بچه‌های بازبی» به حساب می‌آمد.